# Моенкопі
Моенкопі (англ. Moenkopi) — переписна місцевість (CDP) в США, в окрузі Коконіно штату Аризона. Населення — 771 особа (2020).

## Географія
Моенкопі розташоване за координатами 36°6′45″ пн. ш. 111°13′16″ зх. д. / 36.11250° пн. ш. 111.22111° зх. д. (36.112484, -111.221242). За даними Бюро перепису населення США в 2010 році переписна місцевість мала площу 3,89 км², уся площа — суходіл.

## Галерея

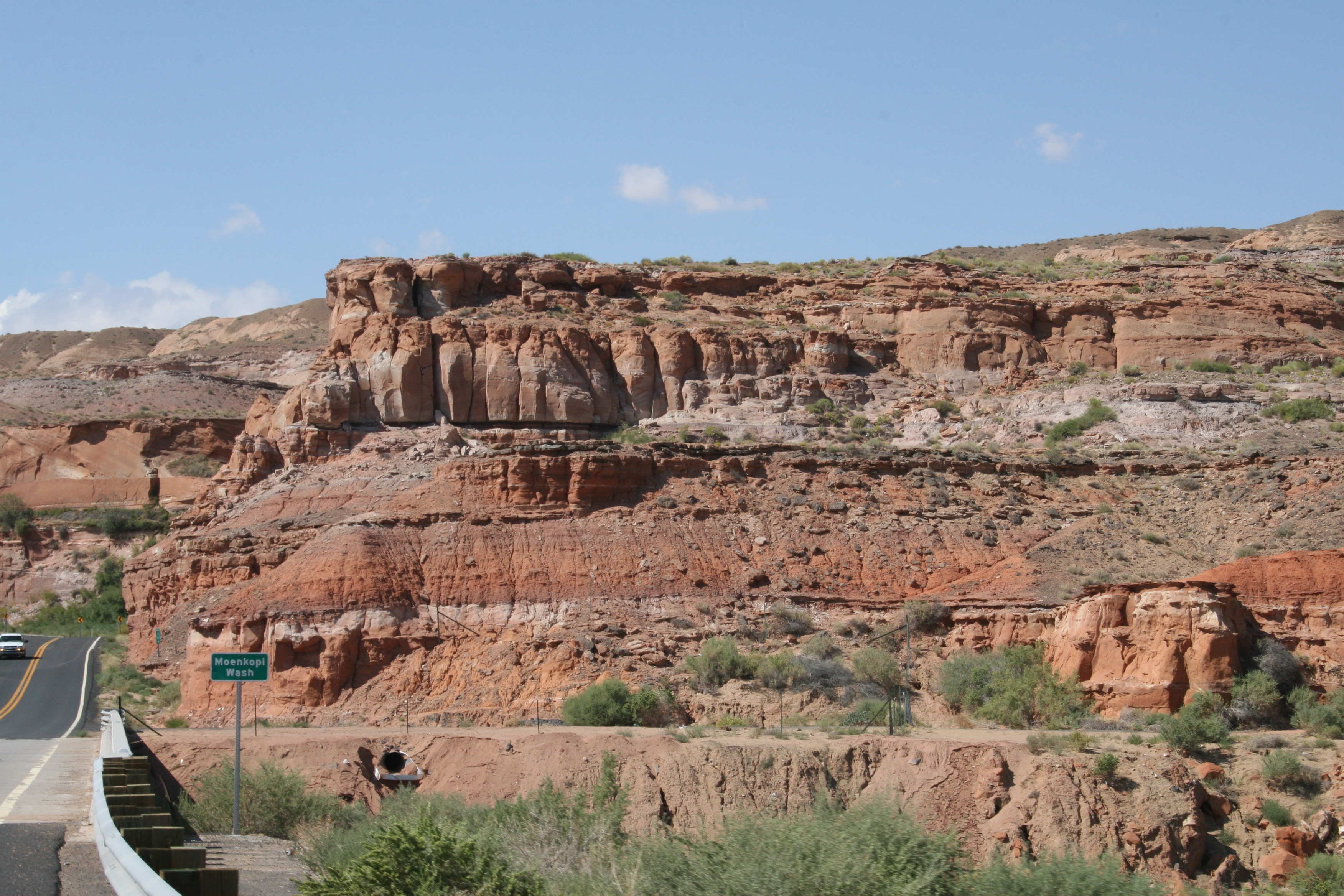
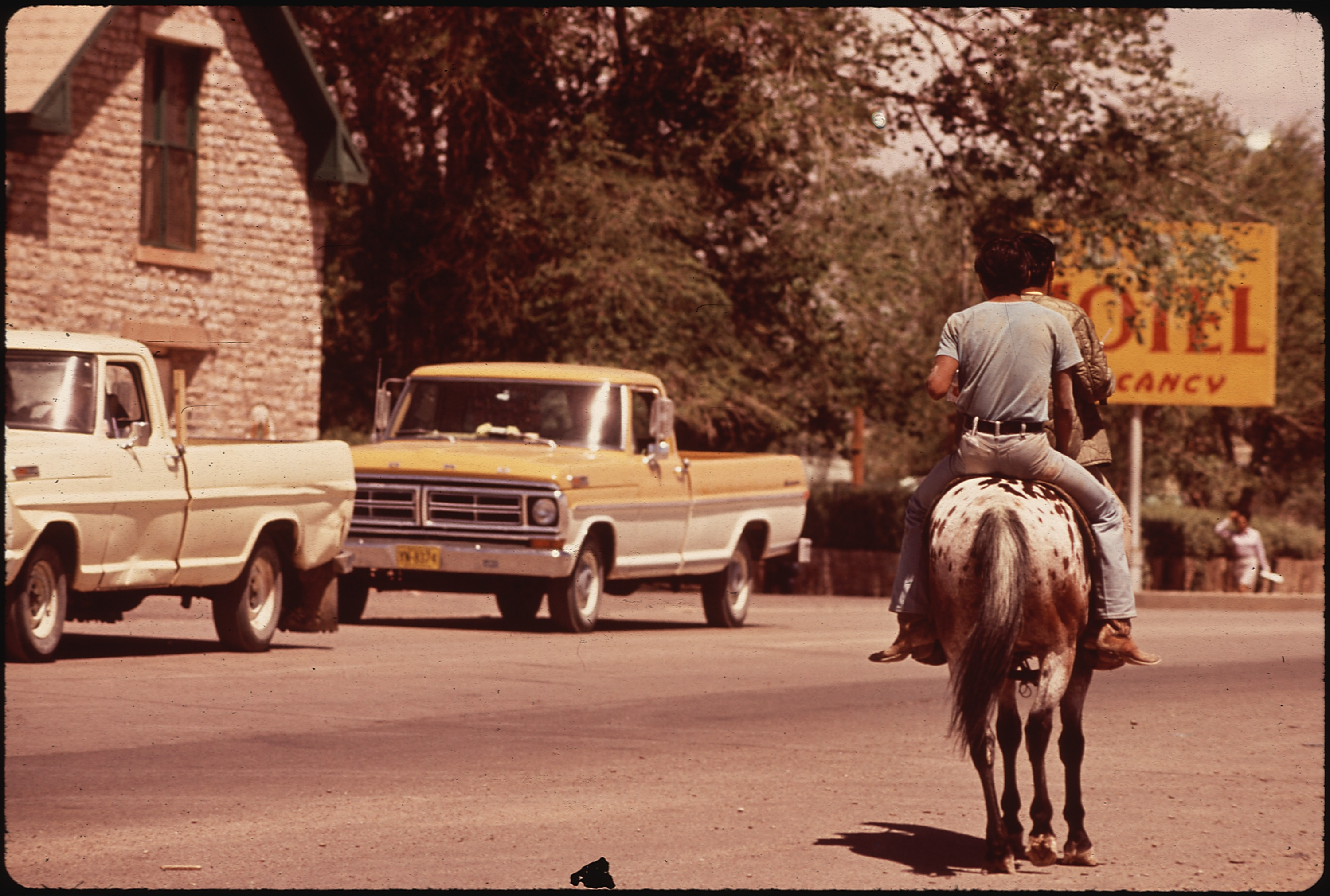
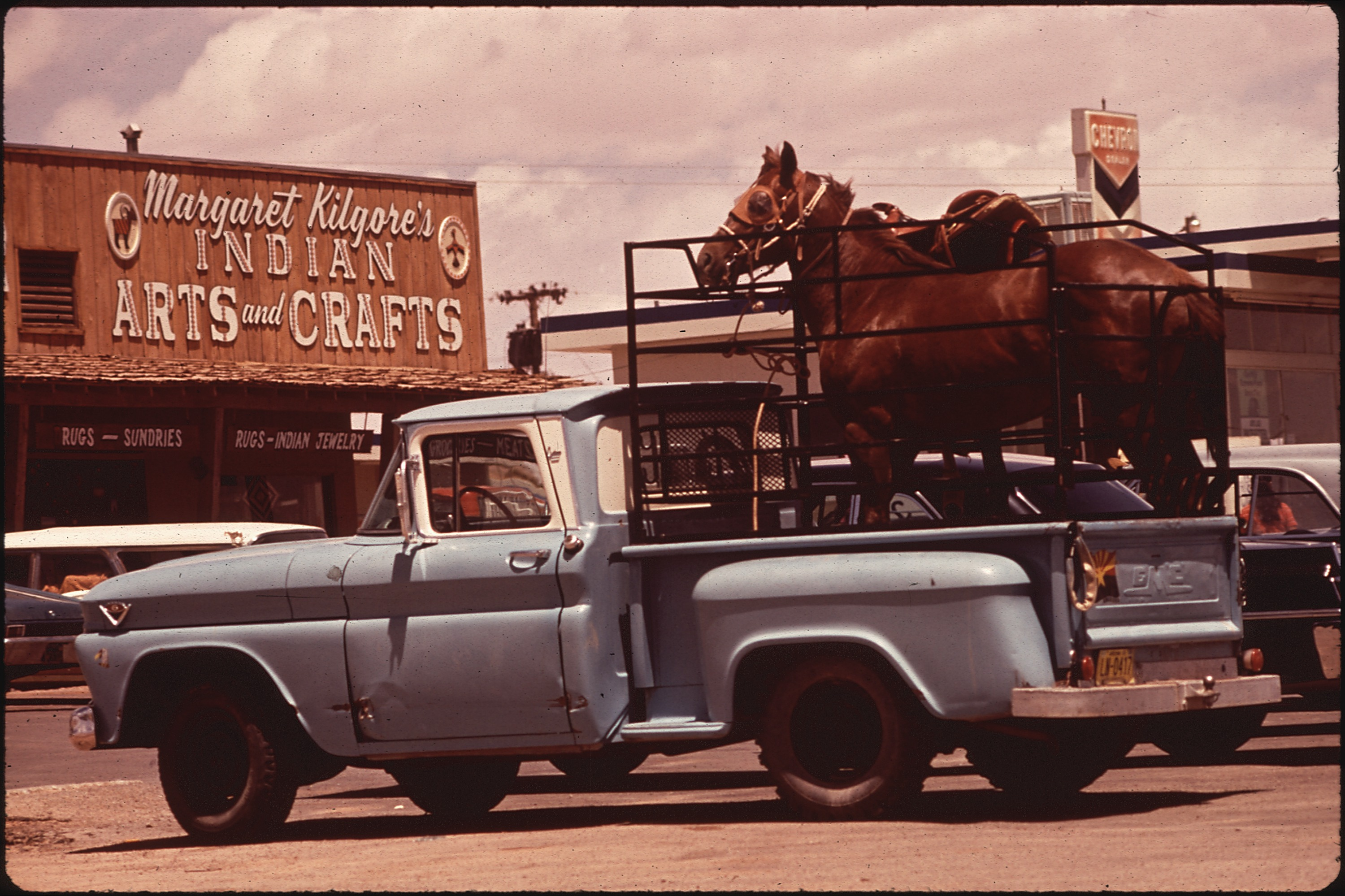

## Демографія
Згідно з переписом 2010 року, у переписній місцевості мешкали 964 особи в 253 домогосподарствах у складі 208 родин. Густота населення становила 248 осіб/км². Було 284 помешкання (73/км²).
Расовий склад населення:
| - 98,5 % — корінних американців - 0,8 % — білих |

До двох чи більше рас належало 0,5 %. Частка іспаномовних становила 1,3 % від усіх жителів.
За віковим діапазоном населення розподілялося таким чином: 31,2 % — особи молодші 18 років, 55,7 % — особи у віці 18—64 років, 13,1 % — особи у віці 65 років та старші. Медіана віку мешканця становила 31,7 року. На 100 осіб жіночої статі у переписній місцевості припадало 92,0 чоловіків; на 100 жінок у віці від 18 років та старших — 91,6 чоловіків також старших 18 років.
Середній дохід на одне домашнє господарство становив 62 094 долари США (медіана — 49 762), а середній дохід на одну сім'ю — 66 022 долари (медіана — 65 083). Медіана доходів становила 48 472 долари для чоловіків та 32 393 долари для жінок. За межею бідності перебувало 19,9 % осіб, у тому числі 8,4 % дітей у віці до 18 років та 10,3 % осіб у віці 65 років та старших.
Цивільне працевлаштоване населення становило 349 осіб. Основні галузі зайнятості: освіта, охорона здоров'я та соціальна допомога — 39,0 %, мистецтво, розваги та відпочинок — 25,8 %, публічна адміністрація — 9,7 %, роздрібна торгівля — 7,4 %.